# Jean VII. d’Harcourt
Jean VII. d’Harcourt (* 1369; † 18. Dezember 1452 in Châtellerault) war Graf von Harcourt, Aumale, Vizegraf von Châtellerault, Seigneur de Mézières, d’Elbeuf, de Lillebonne, de La Saussaye etc. Er war der Sohn von Jean VI. d’Harcourt, Graf von Harcourt, und Catherine de Bourbon, der Schwägerin des Königs Karl V.

## Leben
Als Militär nahm er an der Belagerung von Taillebourg teil, wo er von seinem Onkel Louis II. de Bourbon zum Ritter geschlagen wurde, an der Belagerung von Tunis und der Belagerung von Harfleur. In der Schlacht von Azincourt 1415 fiel er in englische Gefangenschaft.
1418 wurde sein Schloss Harcourt von den Engländern eingenommen. Seine Grafentitel wurden dem Earl of Warwick bzw. dem Duke of Clarence gegeben. König Karl VI. ernannte ihn als Unterstützung zum Generalkapitän der Normandie und schenkte ihm 1000 Livres.
Jean VII. d’Harcourt starb am 18. Dezember 1452 und wurde im Konvent der Cordeliers in Châtellerault beigesetzt. Mit ihm erlosch die ältere Linie des Hauses Harcourt.
Er hatte am 17. März 1389 Marie d’Alençon geheiratet († 1418), Tochter von Pierre II. d’Alençon und Marie Chamaillard, Vicomtesse de Beaumont-au-Maine. Seine Kinder waren Jean VIII. d’Harcourt (1396–1424), Graf von Aumale, Leutnant und Generalkapitän der Normandie, der in der Schlacht von Verneuil fiel, und Marie d’Harcourt (1398–1476), Ehefrau von Antoine de Vaudémont, Graf von Vaudémont und Guise, die Stammeltern der Linie Harcourt des Hauses Lothringen.